# Monardella villosa
Monardella villosa är en kransblommig växtart som beskrevs av George Bentham. Monardella villosa ingår i släktet Monardella och familjen kransblommiga växter.

## Underarter
Arten delas in i följande underarter:
- M. v. franciscana
- M. v. globosa
- M. v. obispoensis
- M. v. villosa

## Bildgalleri

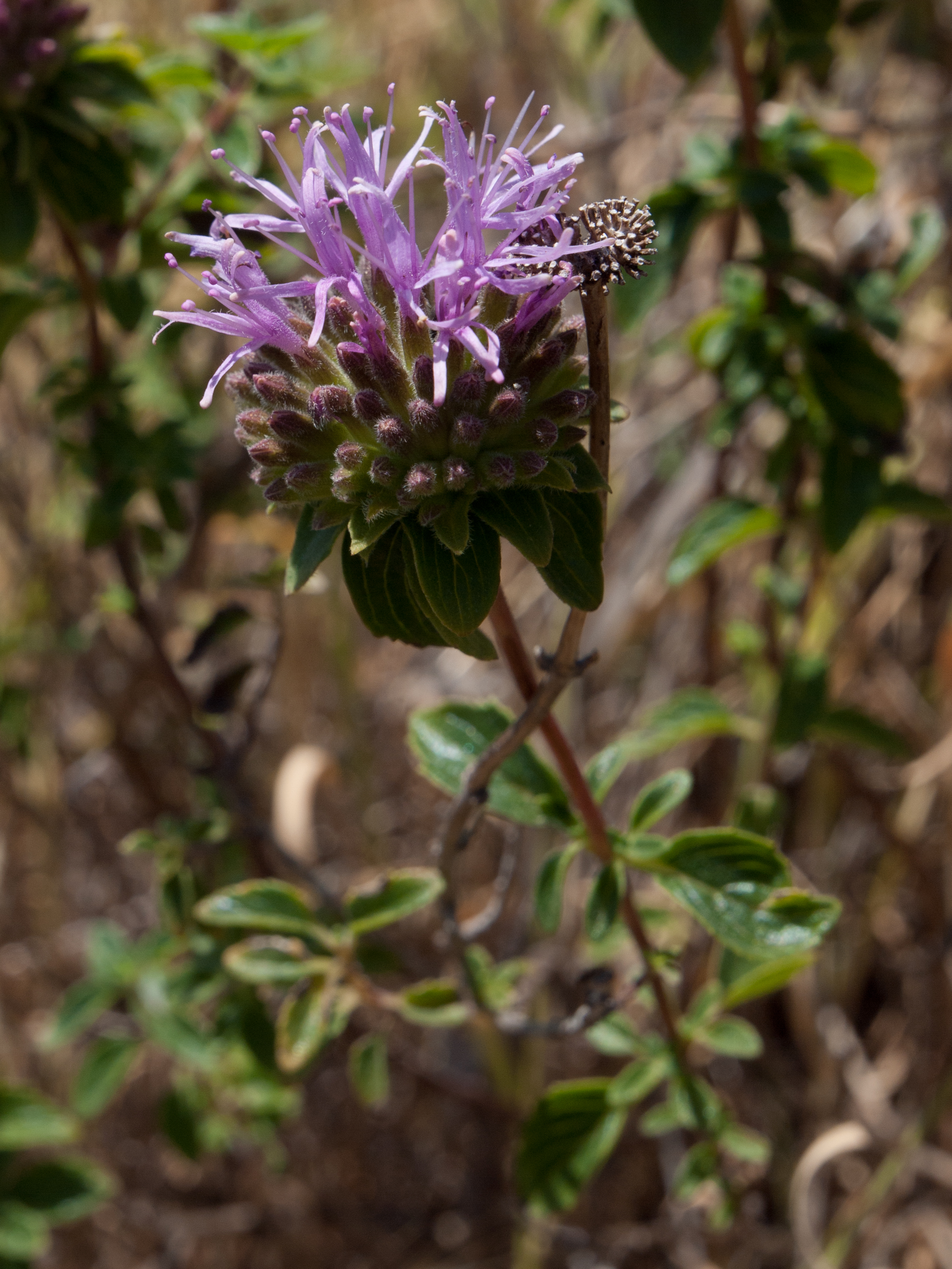
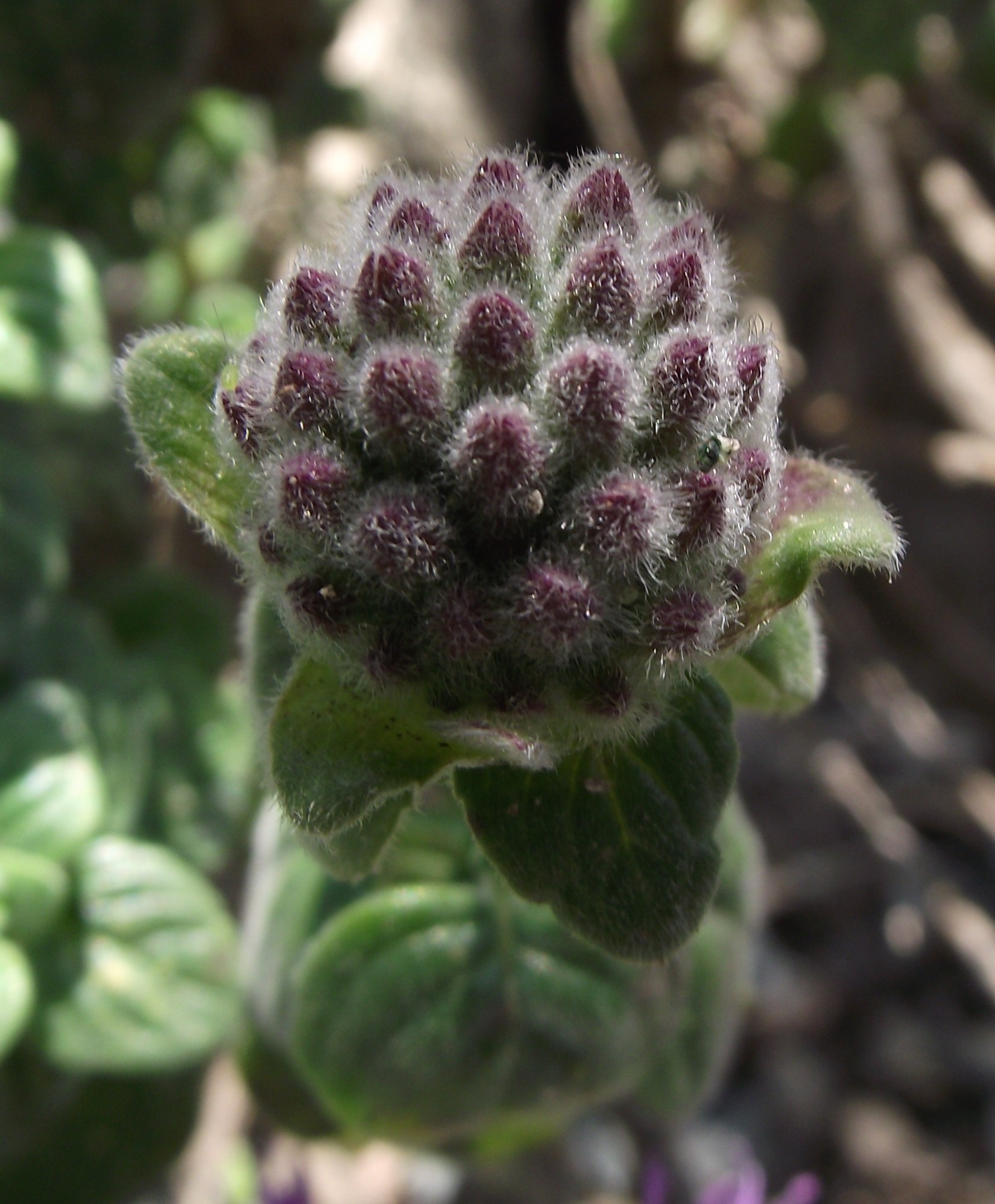
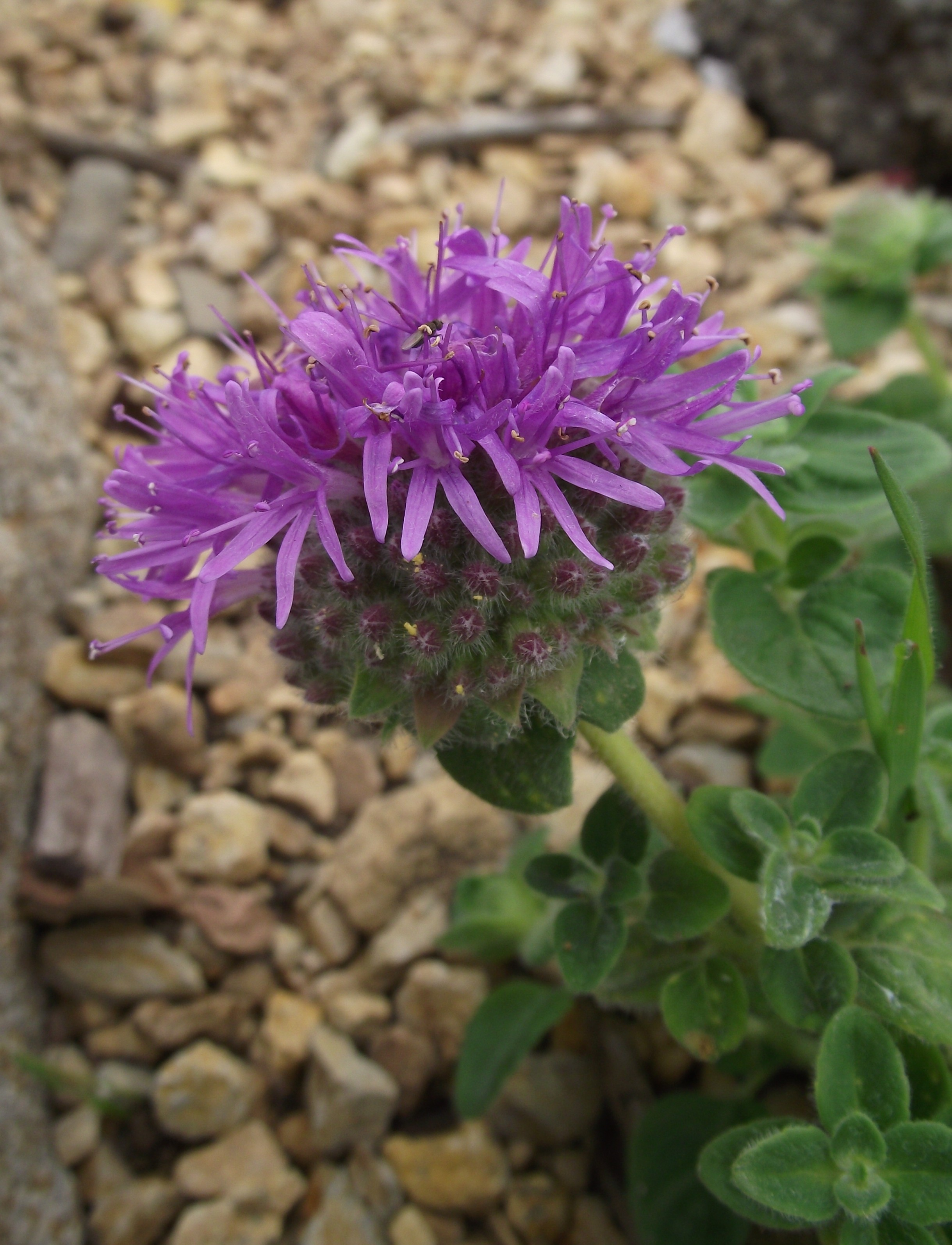
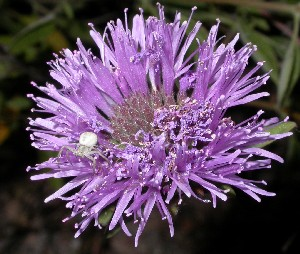
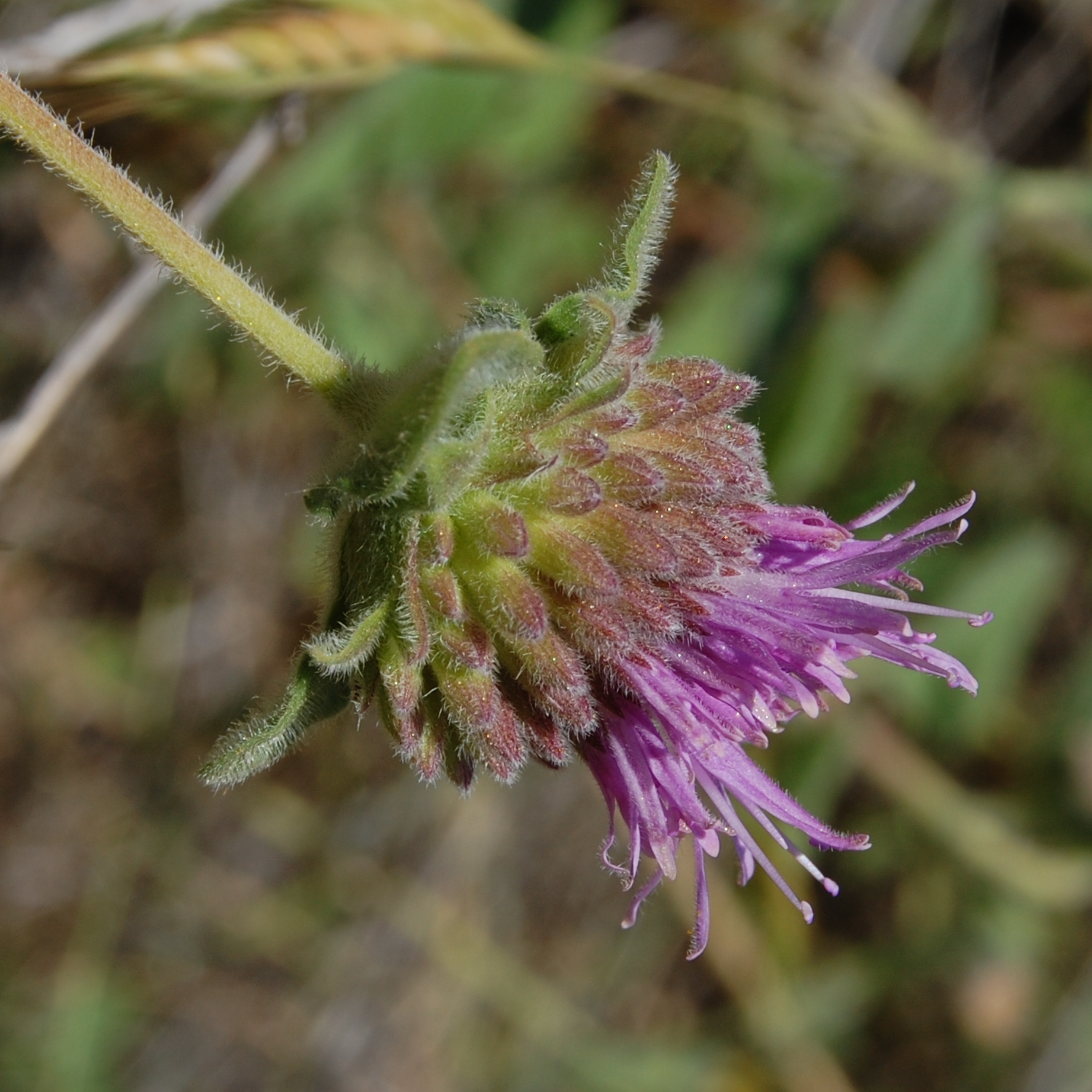
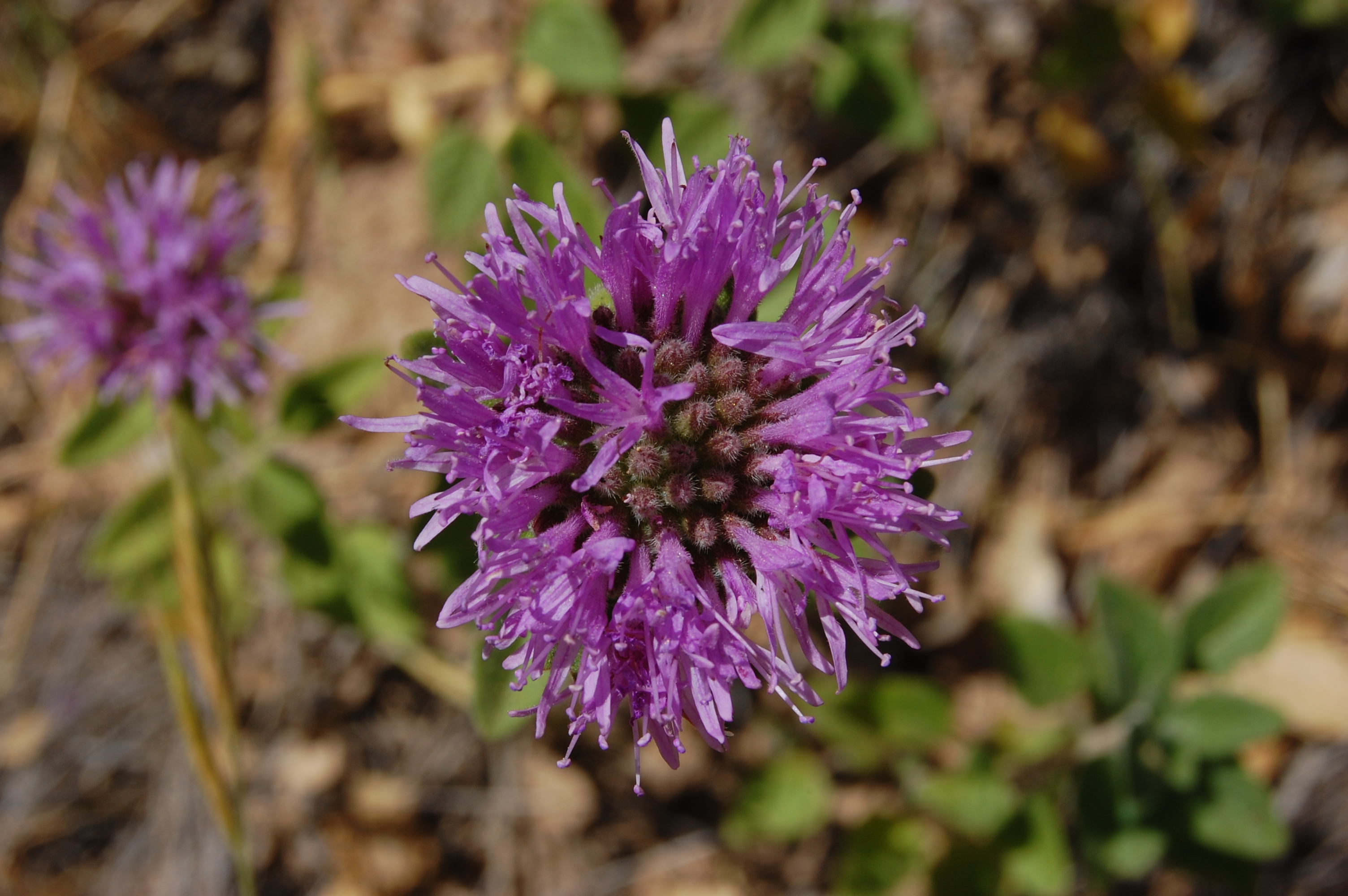